# Zarra
Zarra község Spanyolországban, Valencia tartományban. Zarra Ayora, Teresa de Cofrentes és Jarafuel községekkel határos. Lakosainak száma 386 fő (2024).

## Népesség
A település népessége az utóbbi években az alábbiak szerint változott:
| Lakosok száma | 408  | 442  | 543  | 551  | 548  | 484  | 381  | 359  | 370  | 386  |
|               | 2001 | 2004 | 2007 | 2009 | 2012 | 2014 | 2017 | 2019 | 2022 | 2024 |